# Adolf Deucher
Pour les articles homonymes, voir Deucher.
Adolf Deucher, est un homme politique suisse, né le 15 février 1831, mort le 10 juillet 1912, bourgeois de Steckborn (Thurgovie), conseiller fédéral de 1883 à 1912 (27e conseiller fédéral de l'histoire).

## Biographie
Adolf Deucher naît à Wipkingen, à Zurich, le 15 février 1831. Il est le fils de Guntram Arbogast, médecin, et de Katharina Huber. Il est originaire de Steckborn.
Il étudie la médecine à Heidelberg, Prague, Vienne et Zurich entre 1847 et 1851, puis obtient son doctorat à Zurich en 1851. Il exerce ensuite à Steckborn de 1851 à 1862 puis à Frauenfeld de 1862 à 1879.
Il se marie en 1860 avec Paulina Schnebli, fille de Franz Adam, originaire de Baden.

### Carrière cantonale
En 1858, Deucher se lance dans la politique thurgovienne en s'opposant à Eduard Häberlin. Député au Grand Conseil de 1858 à 1879 (président en 1871-1872), il s'engage en faveur du mariage civil et de la mixité confessionnelle dans les écoles (1859), mais s'oppose à la suppression du couvent de Sankt Katharinental (1869). Partisan du chemin de fer du Lukmanier, il sympathise — contre Häberlin — avec le comité thurgovien défendant la ligne du Seetal.
En 1868, il est l'un des initiateurs de la révision de la constitution thurgovienne. Constituant, il est en faveur de l'« article Häberlin » (interdiction du cumul des fonctions), du droit d'initiative, du référendum obligatoire, de l'élection du gouvernement par le peuple et de la création d'une banque cantonale. Conseiller national radical de 1869 à 1872, il se bat pour la révision totale de la constitution fédérale selon un axe centralisateur et démocratique. Il démissionne en 1872 en raison de divergences au sein du groupe parlementaire. Deucher cofonde en 1873 l'Association patriotique suisse (radicale) et en préside la section thurgovienne. En 1879, il est élu au Conseil d'État du canton de Thurgovie (Instruction publique et cultes) et fait son retour au Conseil national (président en 1882-1883).

### Au Conseil fédéral
En 1883, Deucher est élu au Conseil fédéral. Il est alors à la tête des départements suivants : Justice et police en 1883, Poste et chemins de fer en 1884, Intérieur en 1885, Commerce, industrie et agriculture de 1887 à 1912. Il est Président de la Confédération suisse en 1886, 1897, 1903 et 1909. Comme ministre de l'économie nationale, Deucher développe l'Etat social (assurance-accidents et subventionnement de la caisse-maladie en 1911). Il fait avancer la protection des ouvriers en interdisant l'usage du phosphore dans l'industrie des allumettes (1898) et en révisant la loi sur les fabriques (1904-1912). Passant d'avantageux contrats commerciaux, Deucher est à l'origine d'une période faste pour le commerce extérieur suisse. Les nouveaux tarifs douaniers de 1884, 1887, 1892 et 1902 marquent le passage du libre-échange à une politique de protectionnisme modéré. Il préside à l'élaboration de la première loi sur l'agriculture (1893) et à la fondation en 1898, à Liebefeld près de Berne, de la Station fédérale d'essais agricoles (devenue Station fédérale de recherches laitières). Deucher reçoit les titres de bourgeois d'honneur de Frauenfeld en 1886 et de Genève en 1896.
Il meurt le 10 juillet 1912 à Berne alors qu'il aurait été forcé de démissionner par son parti.